# Stadion Minjor w Perniku
Stadion Minjor – wielofunkcyjny stadion w Perniku, w Bułgarii Jego budowa rozpoczęła się w 1951 roku, a otwarcie miało miejsce 30 maja 1954 roku. Pierwotnie pojemność obiektu wynosiła 19 000 widzów, obecnie, po modernizacjach i instalacji plastikowych krzesełek może on pomieścić 5000 widzów. Swoje spotkania na stadionie rozgrywają piłkarze klubu Minjor Pernik.